# Balisa
Balisa es una localidad del municipio de Santa María la Real de Nieva en la provincia de Segovia en el territorio de la Campiña Segoviana, en la comunidad autónoma de Castilla y León, España. Está a una distancia de 37 km de Segovia, la capital provincial.   

## Historia
En 1204 se menciona, en una concesión a los canónigos del cabildo de Segovia, una aldea llamada “San Juan de la Hoz de Valisa”, ya que en 1 km al NO de Valisa, se forma una hoz. Pero no se sabe si junto a ella hubo una aldea que se llamaba así o es que este era el nombre originario completo de Valisa. En 1247 ya se llamaba Valisa. 
Su nombre se escribe con “V” y no con “B”, porque este nombre procede de “val”, forma antigua de valle.
El nombre de Valisa, significa valle de forma aplanada o poco profunda.
Hoy en día se escribe con “B”.     
Hasta 1969, cuando se agregó al municipio de Santa María la Real de Nieva, estaba constituido como municipio independiente.

## Geografía humana

### Demografía
| Gráfica de evolución demográfica de Balisa entre 1842 y 1960 |
| |
| Población de derecho según los censos de población del INE Población de hecho según los censos de población del INEEntre el censo de 1970 y el anterior, este municipio desaparece porque se integra en el municipio 40185 (santa María la Real de Nieva) |

| 197           | 289 | 85 | 81 | 79 | 69 | 66 | 59 | 54 | 52 | 51 | 50 | 45 | 46 |
| (Fuente: INE) |     |    |    |    |    |    |    |    |    |    |    |    |    |

| Año  | Total | Varones | Mujeres |
| ---- | ----- | ------- | ------- |
| 2000 | 85    | 45      | 40      |
| 2001 | 83    | 43      | 40      |
| 2002 | 81    | 40      | 41      |
| 2003 | 81    | 40      | 41      |
| 2004 | 79    | 42      | 37      |
| 2005 | 74    | 39      | 35      |
| 2006 | 69    | 36      | 33      |
| 2007 | 69    | 36      | 33      |
| 2008 | 66    | 36      | 30      |
| 2009 | 62    | 35      | 27      |
| 2010 | 59    | 33      | 26      |
| 2011 | 57    | 32      | 25      |
| 2012 | 54    | 30      | 24      |
| 2013 | 50    | 29      | 21      |
| 2014 | 52    | 28      | 24      |
| 2015 | 52    | 28      | 24      |
| 2016 | 51    | 27      | 24      |
| 2017 | 52    | 27      | 25      |
| 2018 | 50    | 25      | 25      |
| 2019 | 48    | 24      | 24      |
| 2020 | 45    | 23      | 22      |
| 2021 | 48    | 25      | 23      |

## Patrimonio
El elemento más característico de este pueblo, situado a casi seis kilómetros del núcleo cabecera, es una gran piedra de granito, oblonga y de unos cuatro metros de altura aproximadamente. Está coronada en su cúspide por una pequeña cruz, también de granito. Se denomina “Botón de Balisa” y constituye el emblema de la localidad.
Con 13,3 kilómetros cuadrados de extensión, cuenta además en el pueblo con la iglesia parroquial de San Sebastián, un templo románico de una sola nave que alberga en su interior llamativos retablos barrocos, una talla de su patrón y dos notables piezas de orfegrería, la cruz parroquial y la custodia, ambas del siglo XVIII. Además existe en el pueblo la ermita de la Virgen del Otero, construcción románica del XII o XIII, con un retablo barroco y una imagen de la Virgen a la que está dedicado el templo.

## Fiestas
- San Sebastián: 20 de enero
- Ntra. Sra. del Otero: 15 de agosto
- San Roque: 16 de agosto